# 阿什蘭 (伊利諾伊州)
阿什蘭（英語：Ashland）是位於美國伊利諾伊州卡斯縣的一個村落。

## 地理
阿什蘭的座標為39°53′17″N 90°00′32″W / 39.88806°N 90.00889°W，而該地最高點為海拔高度190米（即623英尺）。

## 人口
根據2010年美國人口普查的數據，阿什蘭的面積為1.90平方千米，當中陸地面積為1.90平方千米，而水域面積為0.00平方千米。當地共有人口1333人，而人口密度為每平方千米701人。